# تپ‌اختر پرتوایکس

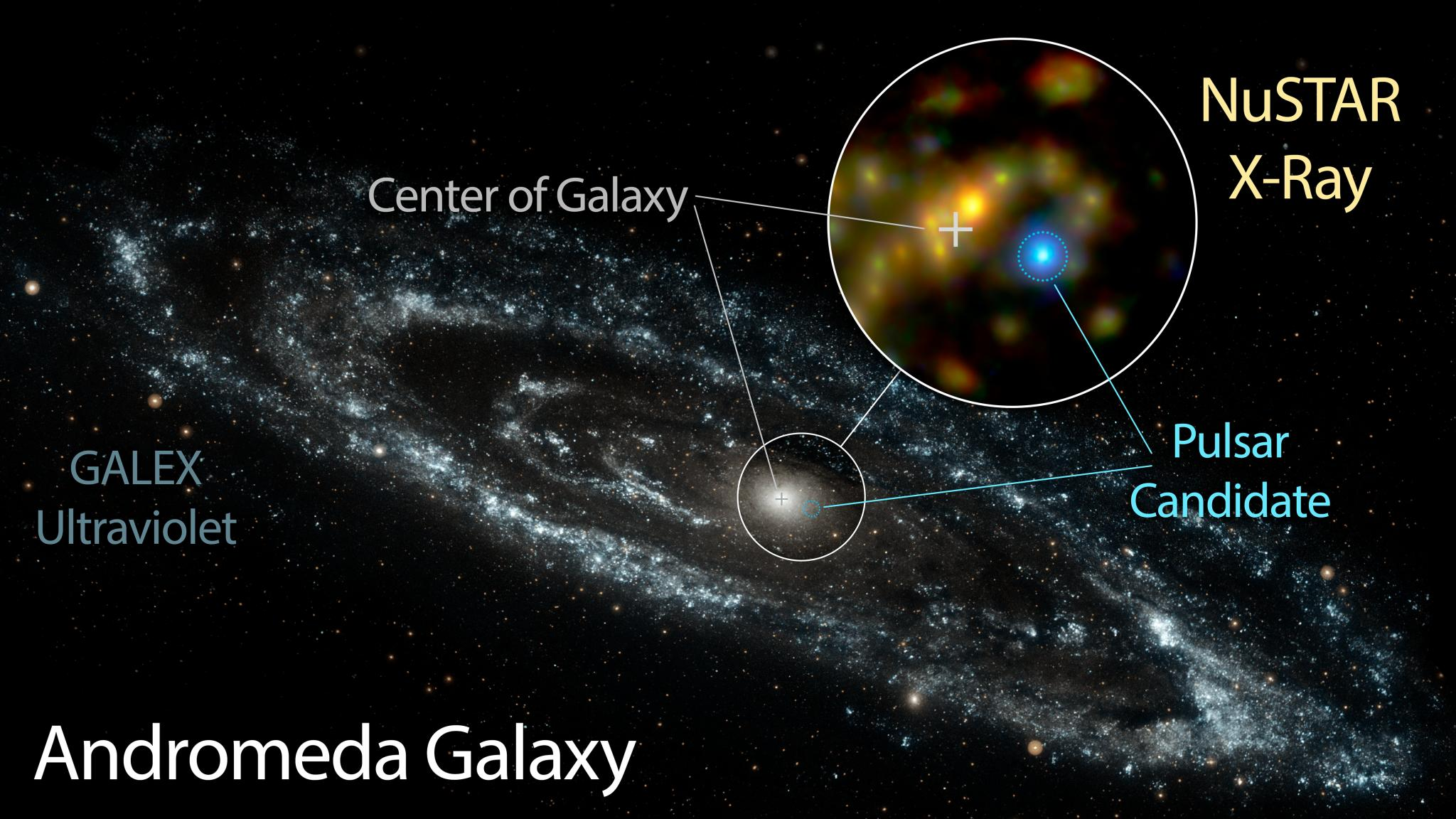
تپ‌اختر در آندرومدا - نزدیکترین کهکشان بزرگ به کهکشان راه شیری. این تپ‌اختر احتمالی در انرژی‌های بالا، درخشان‌تر از کل جمعیت سیاه‌چاله‌های کهکشان آندرومدا است.

تپ‌اختر پرتوایکس(به انگلیسی: X-ray pulsars) یا تپ‌اختر نیروگرفته از برافزایش(به انگلیسی: accretion-powered pulsars) رده ای از اجسام نجومی هستند که منبع پرتوایکس بوده و تغییرات متناوبی در شدت پرتوایکس آنها مشاهده می شود. طول دوره های تناوب پرتوایکس ممکن از کسری از ثانیه تا چند دقیقه باشد.